# Gerhard Krapf
Gerhard Krapf (* 12. Dezember 1924 in Meißenheim, Deutschland; † 2. Juli 2008 in Edmonton, Alberta, Kanada) war ein deutsch-amerikanischer Organist, Komponist und Musikpädagoge.

## Werdegang

### Frühes Leben und Ausbildung
Gerhard Krapf wurde 1924 in Meißenheim geboren. Nach Jahren des Klavier- und Orgelstudiums in Karlsruhe wurde er 1942 in die deutsche Wehrmacht eingezogen. Er wurde im Laufe des Militärdienstes viermal verwundet und als er am 10. Mai 1945 von der Russischen Armee gefangen genommen wurde, war ihm nicht bewusst, dass der Krieg bereits zu Ende war. Es folgten Jahre im Gefangenenlager, und während dieser Zeit geistiger und körperlicher Qual begann Krapf zu komponieren. Da Notenpapier nicht verfügbar und normales Papier knapp war, schrieb er seine Kompositionen auf Zementsäcke. Nach seiner Freilassung am 3. Juli 1948 schloss er 1950 sein Musikstudium in Deutschland mit Diplom und Staatsexamen ab. Er machte 1951 an der University of Redlands seinen Master in Musik und wanderte 1953 in die Vereinigten Staaten aus, wo er 1959 die Staatsbürgerschaft erhielt.

### Karriere
1953 unterrichtete Krapf Musik an der Starr Commonwealth School for Boys in Albion, Michigan. 1954 zog er nach Maryville (Missouri), um an der Missouri State University Orgel, Klavier, Musiktheorie und weiterführendes Dirigieren für Chor und Orchester zu unterrichten. Auch war er der Organist der First Christian Church. 1957 wechselte er an die First English Lutheran Church in St. Joseph, Missouri. Wieder ein Jahr später zog er nach Laramie (Wyoming), wo er als Dozent an die University of Wyoming ging und Organist der St. Matthews Cathedral wurde. 1961 warb ihn die University of Iowa ab, wo Krapf bis 1977 als Professor für Orgel lehrte, nachdem er den Fachbereich gegründet hatte. Zuletzt war er von 1977 bis 1987 Professor für Orgel an der University of Alberta in Edmonton.

### Privates
1954 heiratete er Gertrud „Trudl“ Lichti. Sie bekamen Zwillingstöchter (Gerburg Irene und Gerhild Ina), sowie eine weitere Tochter und einen Sohn.
Gerhard Krapf starb nach langer Krankheit am 2. Juli 2008 in Edmonton.

## Werk
Die Mehrheit von Krapfs musikalischen Schöpfungen besteht aus Orgelwerken, die sich durch eine Anwendung traditioneller Techniken und ansprechende Klangfarben auszeichnen. Sein kompositorischer Stil verbindet Elemente aus Vergangenheit und Gegenwart und nutzt insbesondere die klare Artikulation und Farbgebung der neobarocken mechanischen Orgeln, die in seiner aktiven Zeit gebaut wurden. Im Unterschied zu vielen seiner Zeitgenossen schöpfte Krapf nicht nur aus barocken Elementen (mit einem besonderen Einfluss von Johann Sebastian Bach), sondern auch aus den spezifischen Modalitäten und Klangwelten der Musik des Mittelalters und der Renaissance.
Ein Großteil seiner Orgelwerke entstand auf Anfrage von Musikverlagen und gründet auf etablierten Kirchenliedern. Bei den Kompositionen, die nicht auf Hymnen aufbauen, zog Krapf in der Regel biblische Texte als Inspirationsquelle heran. Seine musikalischen Schöpfungen spiegeln eine tiefe religiöse Verbundenheit wider und zeugen von seiner Überzeugung, dass ernsthafte Musik eine zentrale Rolle im sakralen Gottesdienst spielt.

## Vermächtnis
Nach seinem Tod wurde die Orgel der St. Andrew’s Church in Iowa City nach ihm benannt und trägt nun den Namen „Krapf Organ“. In den 1960er Jahren mit seiner Hilfe und Engagement erbaut, fiel sie 2008 dem Hochwasser zum Opfer und wurde 2013 restauriert. 2018 wurde ein Konzert zur Widmung der Orgel abgehalten.